# ルナメール号
ルナメール号（ルナメールごう）は京都駅・新大阪駅・大阪駅・関西国際空港と紀伊田辺駅・周参見駅・串本駅・紀伊勝浦駅・新宮駅の間を運行していたJR夜行高速バス。「ルナ」は「月」、「メール」は「海」を意味する。
1996年3月1日、大阪駅と紀伊田辺駅・紀伊勝浦駅・新宮駅を結ぶ路線として開業。1996年9月1日からは串本駅にも停車するようになり、さらに1999年3月19日から京都駅へ延伸、新大阪駅、関西国際空港、周参見駅にも停車。

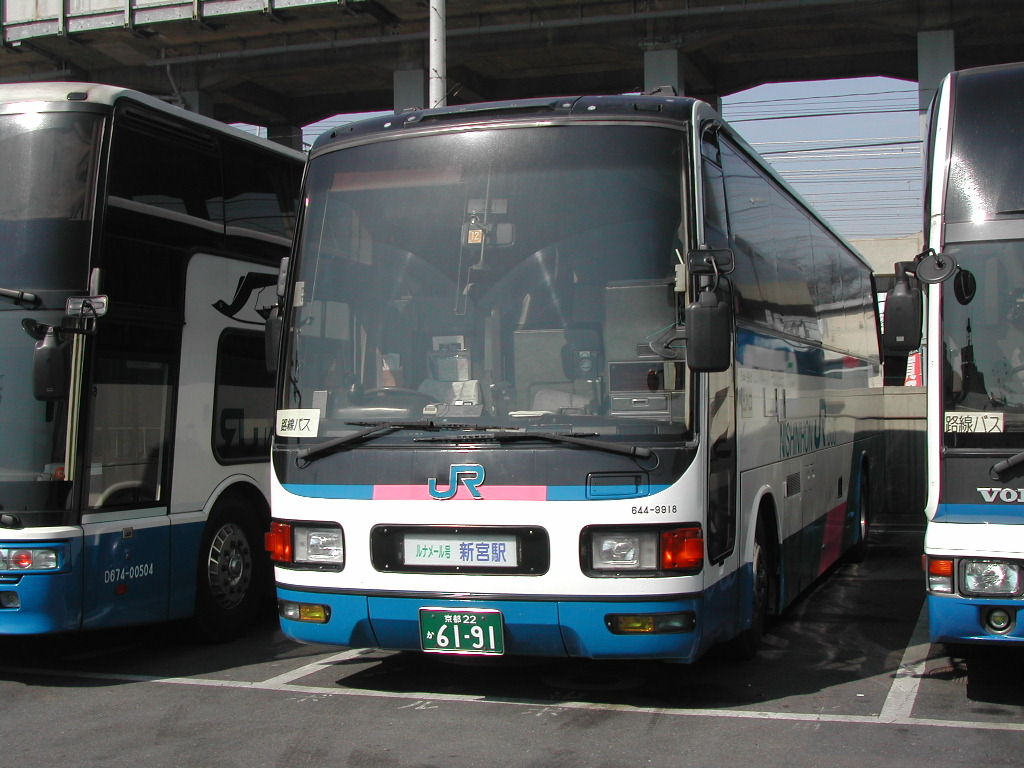
京都営業所にて

2002年3月31日、西日本ジェイアールバス紀伊田辺営業所新宮派出所の廃止と共に運行終了。
大阪・京都側を担当する運転士と、新宮側を担当する運転士が紀伊田辺駅で交替するワンマン運行であった。紀ノ川サービスエリアで休憩、道の駅イノブータンランドすさみで乗務員のみの休憩を取っていた。
使用車両は、大阪駅発着時は644-5913・5914が、京都駅延伸時からは644-0904・0905が主に使用されていた。大阪駅発着当時の644-5913・5914は、間合い運用で「スーパーライナー津山号」として大阪駅と津山駅の間を往復していた。
「釣り列車」などと呼ばれていた、新大阪発新宮行の快速列車が紀伊田辺行に短縮された時期、（列車の運転区間短縮を知らず新宮方面への乗車券を所持する旅客に限り）下り新宮駅行き「ルナメール1号」の空席に、本来は乗車できない紀伊田辺駅から乗車できる特例的な取扱いを一時的に行っていた。